# Nhật ký Sofia
Nhật ký Sofia (tiếng Bồ Đào Nha: O Diário de Sofia) là một chương trình ăn khách ở châu Âu. Nhật ký Sofia được phát trên nhiều phương tiện thông tin như truyền hình, radio, điện thoại, Internet để có thể tiếp cận được với khán giả tại nhiều nước. Sự hấp dẫn mà chương trình này có là nhờ cách các nhà làm phim khai thác sâu về tâm lý, thậm chí cả những vấn đề sinh lý ở lứa tuổi mới lớn. Chương trình Nhật ký Vàng Anh của Việt Nam được sản xuất dựa theo chương trình "Nhật ký Sofia" này.
Trong phiên bản gốc, yếu tố gia đình không có nhiều, các bậc phụ huynh gần như không can thiệp vào câu chuyện, nhưng các nhà làm phim của Việt Nam đã Việt hóa kịch bản để phim có nội dung gần gũi với truyền thống văn hóa của người Việt.

## Diễn viên
- Sofia - Marta Gil
- Joana - Maria Inês Lopes
- Rita - Mafalda Roxo
- Joca - Tiago Garrido
- Mónica - Marta Rodrigues
- Zeca - David Carronha
- Bianca - Raquel Strada
- Chico - Tomás Caetano
- Mariana - Bianca Motta
- Miguel - Miguel Rocha
- Mẹ của Sofia - Ana Padrão